# Felosa-de-pallas
A felosa de Pallas (Phylloscopus proregulus) é uma ave da família Phylloscopidae.
Esta espécie distribui-se pelo norte da Ásia, até ao paralelo 60º, para leste do vale do rio Ob, e chegando à China central e aos Himalaias. A sua área normal de invernada situa-se no sul da China, na Índia e na Indochina. Na Europa esta felosa ocorre apenas como divagante.